# Iris capnoides
Iris capnoides är en irisväxtart som först beskrevs av Aleksei Ivanovich Vvedensky, och fick sitt nu gällande namn av Ined. Iris capnoides ingår i släktet irisar, och familjen irisväxter. Inga underarter finns listade i Catalogue of Life.